# 赤外線センサ
赤外線センサ（せきがいせんセンサ）は、赤外領域の光（赤外線）を受光し電気信号に変換して、必要な情報を取り出して応用する技術、またその技術を利用した機器。人間の視覚を刺激しないで物を見られる、対象物の温度を遠くから非接触で瞬時に測定できるなどの特徴を持つ。

## 種類

### 原理による分類
ウィリアム・ハーシェルが赤外線の存在を証明する実験に使った水銀温度計が、もっとも原始的な赤外線センサということができる。
しかし現代の赤外線センサは、基本的には電子素子式の光検出器（受光素子）によって構成されており、その動作原理により、熱型（非冷却型）と量子型（冷却型）の2種類に分けることができる。
| 動作原理        | 動作原理                       | 動作原理     | 検知波長       | 素子素材 |
| --------------- | ------------------------------ | ------------ | -------------- | --- |
| 量子型 (冷却型) | 外部光電効果                   | 光電管       | 紫外線 〜0.9µm | 銀酸化セシウム（Ag-O-Cs） ヒ化ガリウム・セシウム（GaAs-Cs）                                                               |
| 量子型 (冷却型) | 内部光電効果                   | 光伝導型     | 3〜5µm         | テルル化カドミウム水銀（HgCdTe） アンチモン化インジウム（InSb）                                                           |
| 量子型 (冷却型) | 内部光電効果                   | 光伝導型     | 8〜12µm        | テルル化カドミウム水銀（HgCdTe） ヒ化ガリウム（GaAs）・ヒ化アルミニウムガリウム（AlGaAs）量子井戸型赤外線検知素子（QWIP） |
| 量子型 (冷却型) | 内部光電効果                   | 光起電力型   | 3〜5µm         | プラチナシリコン（PtSi） アンチモン化インジウム（InSb）                                                                   |
| 量子型 (冷却型) | 内部光電効果                   | 光起電力型   | 8〜12µm        | テルル化カドミウム水銀（HgCdTe） ゲルマニウムシリコン（GeSi）                                                             |
| 熱型 (非冷却型) | 焦電効果                       | 焦電素子型   | 1〜3µm         | 硫化鉛（PbS） |
| 熱型 (非冷却型) | 焦電効果                       | 焦電素子型   | 8〜12µm        | チタン酸バリウムストロンチウム（BST） チタン酸ジルコン酸鉛（PZT）                                                         |
| 熱型 (非冷却型) | 熱電効果                       | 熱電対型     | 8〜12µm        | 多結晶シリコン（Poly-Si）                                                                                                 |
| 熱型 (非冷却型) | 温度による 電気抵抗の 変化効果 | ボロメータ型 | 8〜12µm        | 酸化バナジウム（VOx） 巨大磁気抵抗効果（CMR） イットリウム系超伝導体（YBCO） アモルファスシリコン（a-Si）                 |

#### 量子型 (冷却型)
量子型（冷却型）赤外線センサは、光エネルギーによって起こる電気現象を検知するもの。赤外線域に感度があり、狭いバンドギャップを持つフォトダイオードやフォトトランジスタ、フォトICなどが用いられる。
原理的には、一般的なデジタルカメラなどに用いられているCCDイメージセンサやCMOSイメージセンサなどと同様で、光子がPN接合に入射した時に生じる電荷を検出することで撮像する。
検出感度が高く、応答速度に優れ、熱型（非冷却型）と比して100〜1000倍の検出能力を持つ。感度は、用いる半導体の種類のほか、赤外線の波長によっても左右される（波長依存性）。人工のものの場合数十度の差、ピット器官による熱映像視野を持つヘビなどは数度の差を検知することができる。
しかし一方で、原理的に熱雑音の影響を受けやすく、撮像素子自体が発する熱を検出してしまうため、撮像素子を被写体に比べ十分に低温に保つ必要がある。真空に維持された筐体に収められ極低温に保たれる。用途や要求される水準にもよるが、温度は通常60K〜100K（-213℃〜-173℃）である。冷却する必要があるので作動に時間がかかる。
冷却措置としては、ジュール＝トムソン効果やスターリング冷凍機が用いられることが多い。赤外線宇宙望遠鏡の場合は冷却材が喪失した時点で事実上の寿命を迎える物もあり、最近は冷却材の喪失後は他の観測機での観測に切り替えて運用する場合が多い。

#### 熱型 (非冷却型)
熱型（非冷却型）赤外線センサは、赤外線を受光して熱によってセンサーが温められ、素子温度が上昇することで生じる電気的性質の変化を検知するものである。
量子型（冷却型）と比して感度、応答速度は低いが、波長帯域が広く常温で使えるのが特徴である。熱電効果を利用した熱電素子（サーモパイルなど）、焦電効果を利用した焦電素子（PZTなど）、温度による電気抵抗の変化を利用したボロメータなどがある。また、温度に応じて可逆的に変色する感温液晶マイクロカプセルを塗布した撮像素子による赤外線画像の撮像方法もある。
常温で使用でき、冷却措置を必要としないことから小型、軽量化できるが、その反面で、素子の熱容量に影響を受けるため、解像度や階調、残像、感度など、画質は冷却型と比較した場合に劣る。
なお、熱型（非冷却型）赤外線センサによる撮像素子の場合、熱源と背景の赤外線の放射量の差が存在しなければ何も検知することができない。すなわち、背景と熱源の温度差が小さい場合は背景と熱源を見分けることが難しく、温度差が無い場合には原理的に撮影することができない。また、常温でも作動するものの、熱雑音の影響排除による感度向上のため、ペルティエ素子などによる冷却措置が導入されることもある。

### 形状による分類
受光素子の原理に応じた上記のような分類とは別に、これらの素子
をどのように配置するかに応じても分類することができる。当初は、光電変換素子を単体で使用する単独素子型センサが主流であった。しかし近年では微細加工技術の進歩による集積回路化の進展により、固体撮像素子化されたセンサ（Focal Plane Array: FPA）も多くなっている。
撮像素子には一次元的に配置された直線型と二次元的に配置された面型がある。一次元の撮像素子は鏡等で走査したり、気象衛星や地球観測衛星などの人工衛星に搭載する場合は人工衛星自体が回転したり移動することによって走査する。一般的に二次元の撮像素子よりも一次元の撮像素子の方が高分解能を得られる。

## 用途

### 近赤外線カメラ
近赤外線に感光する赤外線フィルムやイメージセンサなどを用いることで、肉眼で見える像とは異なる映像を撮影することができる。例えば、波長が長いため可視光に比べて散乱しにくい性質を利用して、煙や薄い布などを透過して向こう側の物体を撮影するために用いることができる。この特長を悪用して水着を透かす盗撮行為が横行したため、赤外線に透けない素材を売りにした水着も販売されている。赤外線フィルムや大半の撮像素子はモノクロカメラと同様の構造で異なる波長に対応していないので、通常は近赤外線カメラから得られる画像はモノクロ画像である。
また、赤外線は目に見えないため、夜間に被写体を近赤外線光源で照らしても被写体に気付かれることなく撮影することができる。夜行性の野生動物を撮影する用途に用いられるほか、防犯用途として相手を刺激せずに撮影することができる。近年の世界的な治安悪化で、近赤外線まで感度分布を持つCCDと赤外線LED照明を使用した監視カメラが、街中の監視カメラや各種料金所ゲートのカメラ、家庭用のドアホンまで幅広く利用されてきている。100m先の物体を照らすことのできる光源も存在する。軍事用の暗視スコープでも、ライトや星から放たれるわずかな可視光線のほかに、近赤外線を増幅して明瞭な画像を得ている。
赤外線カメラは可視光を遮断する赤外線フィルタを通して用いる。なお赤外線は可視光と比べてガラスに対する屈折率も小さいため、撮影の際には焦点距離を大きく取る必要があるものもある。そのため、一部のレンズには通常の光で焦点を合わせた後、赤外線でピントを合わせるための目印を付けたものもある。

### 熱線映像装置

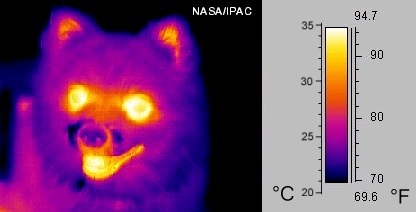
熱映像装置で撮影した子犬

遠赤外線領域を検知する映像装置を使うと、熱源となる物体や生物が発する遠赤外線を検出して撮影することができる。被写体自身が発光体として認識されるため、外部の光源が一切無い状態でも認識することができる。遠赤外線は近赤外線よりも更に波長が長いため透過性なども大きく、反射面の表面が多少荒れていても反射するが、映像装置としては極めて分解能が低くなり、動画を撮影する場合、可視光のカメラと比較して残像が長く残る。遠赤外線の強度を解析することで温度分布を割り出し表示した画像がサーモグラフィー（熱映像）である。通例、高温の部分を赤い色で、低温の部分を青い色で表示するものが多い。これを生成する装置を熱線映像装置と称し、前方監視型赤外線（FLIR）装置が代表格である。

### 赤外線捜索追尾装置
FLIRを始めとする熱線映像装置がサーモグラフィーを撮像するのに対し、対象を点目標として扱い、これを捜索・追尾するための装置が赤外線捜索追尾システム（IRST）である。したがって、同じ周波数帯を使うとはいえ、原理的には異なるものであるが、AN/AAQ-40 EOTSのように、FLIRとIRSTを適宜に切り替えて使用できるシステムも登場している。